# Allobates niputidea
Allobates niputidea é uma espécie de anfíbio anuro da família Aromobatidae. Está presente na Colômbia.  Foi avaliada pela UICN como pouco preocupante.

## Etimologia
O epíteto específico niputidea é um nome composto em aposição, sendo o nome dado por herpetologistas colombianos a qualquer rã castanha e pequena de identidade desconhecida. Ou seja, vem do espanhol "¡Ni puta idea!" que pode ser interpretado como  "Não tenho ideia alguma".

## Distribuição
Está presente entre os 70 e os 320m acima do nível do mar florestas tropicais húmidas no sopé das encostas ocidentais da Cordilheira Oriental e nas encostas orientais da Cordilheira Central, na Colômbia, e também no município de Yacopí.

## Habitat
Pode ser encontrada em florestas com menos de 20 m de altura. É observada principalmente entre Setembro e Novembro, sendo diurna e mais activa durante a manhã. O chamamento dos machos pode ser ouvido através dos detritos vegetais no chão da floresta. Os adultos são normalmente observados nas imediações de cursos de água permanentes, enquanto que os juvenis são encontrados em charcos isolados no interior das florestas. A reprodução dá-se com desenvolvimento larvar.

## Estado de conservação
É uma espécie abundante, com registos em habitat de floresta durante todo o ano. Devido à sua abundância, distribuição alargada, presumível grande população e por ser pouco provável que esteja em declínio a um ritmo significativo, é considera como espécie pouco preocupante pela Lista Vermelha da UICN.
A principal ameaça a que esta espécie está sujeita é destruição localizada de habitat e mudanças no uso do solo para criação de gado e plantação de cacau.